# Швец, Владимир Михайлович
Владимир Михайлович Швец (1929—2016) — учёный-геолог, гидрогеолог, проректор по научной работе МГРИ (1988—1999), дважды лауреат премии имени Ф. П. Саваренского (1983, 2016).

## Биография
Родился 8 ноября 1929 года в дер. Козьево Курской области.
В 1952 году — окончил Московский геологоразведочный институт.
С 1953 по 1973 годы — научный сотрудник, заведующий отделом геохимии подземных вод ВНИИ гидрогеологии и инженерной геологии.
В 1972 году — защитил докторскую диссертацию, тема: «Органические вещества подземных вод (закономерности распространения, условия формирования, нефтепоисковое значение)».
С 1973 по 2013 годы — возглавлял кафедру гидрогеологии МГРИ, с 1979 по 1982 год — декан Гидрогеологического факультета, а в 1988 по 1999 годы — проректор МГРИ по учебной работе.
Умер 7 ноября 2016 года.

## Научная деятельность
Во ВСЕГИНГЕО изучал органические вещества, растворенных в подземных водах, в связи с разработкой гипотезы о роли подземных вод в происхождении нефти.
Проводил региональные гидрогеохимические исследования на Северном Кавказе, в Грузии, Западной Туркмении, Фергане, Бухаро-Хивинской нефтегазоносной области, Западной Сибири, Иркутском амфитеатре, на Камчатке, результаты которых позволили выявить региональные закономерности содержания и распределения органических веществ в подземных водах, их зональность, условия и факторы формирования, нефтегазопоисковое значение.
На примере йода, брома, бора, лития, урана было показано огромное значение комплексных элементорганических соединений в подземных водах, в том числе пресных водах, используемых для хозяйственно-питьевого водоснабжения, лечебных минеральных и промышленных йодных водах.
Работая в РГГРУ, читал курсы лекций «Общая гидрогеология» и «Гидрогеохимия», вел исследования подземных вод Москвы и Московской области.
Принимал активное участие в составлении коллективной 6-томной монографии «Основы гидрогеологии», т.3 «Гидрогеохимия», где являлся автором разделов об органических веществах и микрофлоре подземных вод, о их гидрогеохимической роли и о газовом составе подземных вод.
Соавтор более чем 250 публикаций, включая более 30 монографий, учебников и учебных пособий.
Под его руководством защищено 20 кандидатских диссертаций, в том числе учёных из-за рубежа.
Соавтор патента на изобретение «Способ защиты атмосферы от попадания в неё углекислого газа» в соавторстве с А. В. Панкратовым, 1992 год.
Член редколлегий журналов «Геология», «Водные ресурсы», «Известия ВУЗов. Геология и разведка».
Член-корреспондент (1991), академик РАЕН (1995), академик Международной академии минеральных ресурсов (1995).
- «Образование нефти и формирование её залежей» (соавторы М. Е. Альтовский и З. И. Кузнецова, 1958)
- «Органические вещества и микрофлора подземных вод и их значение в процессах нефтегазообразования» (соавторы М. Е. Альтовский, Е. Л. Быкова, З. И. Кузнецова, 1962)
- «Органические вещества подземных вод» (1973)
- «Генетические связи органического вещества и микрокомпонентов подземных вод» (соавторы А. И. Германов, В. М. Понтелеев, 1975)
- «Определение органических веществ в подземных водах» (соавторы В. К. Кирюхин, С. Г. Мелькановицкая, 1976)
- «Процессы формирования йодных вод» (соавтор В. К. Кирюхин, 1980).
- «Радиоизотопная геохимия» (соавторы В. Л. Зверев, А. Н. Токарев, В. Г. Тыминский, 1980)
- «Методы охраны подземных вод от загрязнения и истощения» (соавторы И. К. Гавич, А. Б. Воронов, А. Б. Лисенков и др., 1985)
- «Родники Москвы» (соавторы А. Б. Лисенков, Е. В. Попов, 2002)
- обзор «Гелиеметрические исследования для целей гидрогеологии» (соавторы Б. В. Графский, Н. Н. Егоров, 1985)

## Награды
- Орден Трудового Красного Знамени (1971)
- Орден Почёта (1998)
- Премия Правительства Российской Федерации (1996) — За учебник «Гидрогеохимия» (1992 г.)
- Государственная премия СССР в области науки и техники (в составе группы, за 1986 год) — за монографию «Основы гидрогеологии» в 6 томах (1980—1984)
- Премия имени Ф. П. Саваренского (совместно с С. Р. Крайновым, за 1983 год) — за монографию «Основы геохимии подземных вод»
- Премия имени Ф. П. Саваренского (совместно с Б. Н. Рыженко, за 2016 год) — за монографию «Геохимия подземных вод. Теоретические, прикладные и экологические аспекты»
- Серебряная медаль ВДНХ
- Почётный разведчик недр (1994)
- Заслуженный деятель науки РСФСР (1990)
- Заслуженный деятель науки Российской Федерации
- Медаль «За заслуги в разведке недр»
- Почётный работник высшей школы
- Отличник разведки недр (МинГео СССР)
- Почетный профессор РГГРУ (2008)
- Почётный член Американского гидрологического института (1993)
- 5 медалей